# Steve Ouimette
Stephen "Steve" Ouimette (18 de junho de 1968) é um guitarrista de rock dos Estados Unidos. Ele é conhecido por executar uma versão cover da música "The Devil Went Down to Georgia" (que é originalmente tocada pela Charlie Daniels Band) para o jogo eletrônico Guitar Hero III , em que as partes tocadas no violino em vez disso são tocadas em uma guitarra (apesar das letras permanecerem inalteradas). Além de esta faixa, Ouimette também gravou sete canções de outras bandas para o jogo, e também fez uma versão da canção de Natal "We Three Kings", lançada como conteúdo para download do Guitar Hero III